# Ciuruleasa
Ciuruleasa (in ungherese Csurulyásza), è un comune della Romania di 1 203 abitanti, ubicato nel distretto di Alba, nella regione storica della Transilvania.
Il comune è formato dall'insieme di 9 villaggi: Bidigești, Bodrești, Boglești, Buninginea, Ciuruleasa, Ghedulești, Mătișești, Morărești, Vulcan.